# Ivan Linhart
Ivan Linhart (5. července 1945 Praha – 14. února 2013 Praha) byl český průmyslový designér a pedagog Vysoké školy uměleckoprůmyslové v Praze.

## Život
V roce 1972 vystudoval průmyslový design u Zdeňka Kováře v ateliéru tvarování strojů a nástrojů Vysoké školy uměleckoprůmyslové v Praze (VŠUP). Toto detašované pracoviště VŠUP bylo umístěno v Gottwaldově. Ve své profesní kariéře se věnoval, mimo jiné, designu dopravních prostředků. Po studiu pracoval do roku 1993 v ČKD Praha, kde navrhl vzhled tramvají Tatra vyráběných od 70. do 90. let 20. století, například Tatra KT4, T5C5 či KT8D5. Vozidlům MHD se věnoval i následně, jeho dílem je i vzhled tramvaje Škoda 03T. V průběhu 90. let byl zaměstnancem Aera Vodochody, kde se podílel na bitevním letounu L-159, pro nějž upravil vnější vzhled a navrhl kokpit. Pracoval také na dopravním letounu Ae 270, u něhož byl autorem interiéru, kokpitu a pilotního volantu. V Aeru působil do roku 1999, poté vedl zlínský detašovaný ateliér designu I Vysoké školy uměleckoprůmyslové v Praze. Za své návrhy získal v 90. letech 20. století tři ocenění Křišťálový jehlan za vynikající design a jeho práce jsou zastoupeny například ve sbírce Muzea umění a designu v Benešově